# ヒメシロチチタケ
ヒメシロチチタケ（姫白乳茸、Lactarius uyedae Sing）はベニタケ目ベニタケ科チチタケ属ヒメシロチチタケ節に属するキノコの一種。

## 形態
かさは低いまんじゅう形から次第に開いて平らになり、腎臓形ないし半円形または二枚貝の貝殻形をなし，湿時においても粘性を欠き、灰白色から淡クリーム白色の地に同色の微細な毛を帯び、表皮は剥げにくく、周縁部には放射状の小じわを有するが条線は生じない。肉はきわめて薄くてもろく、白色で傷つけても変色することはなく、折ると少量の乳液を分泌する。乳液は白色・不透明で、空気に触れても変色せず、辛味がある。ひだは柄に直生（または垂生状に直生）し、疎（ひとつのかさ当り、10－14枚程度）で厚く、白色ないし淡クリーム白色、しばしば分岐して互いに連絡する。柄はかさの一端に偏って着き、長さ1-3㎜、径1-1.5㎜程度、ほぼ上下同大、表面はかさと同色、微毛をこうむり、基部にはしばしば顕著な白色の菌糸束を備えている。子実体はアニリンでゆっくりと淡黄色となり、グアヤコールで次第に淡紅褐色ないし淡橙褐色になる。
胞子紋はほぼ白色を呈し、胞子は類球形・無色で、多数の微細な疣とほぼ完全な網目状隆起とに覆われている。シスチジアは、ひだの縁にも側面にも認められ、細長いこん棒状あるいは長紡錘状をなし、先端はしばしば鉛筆の芯状に小さく突出し、その基部はひだの組織の中に深く延びて根状を呈することはなく、無色から淡黄色である。かさの表皮組織はまったくゼラチン化せず、球状細胞からなる数枚の層で構成されており、その最外層の細胞から長い毛を生じる。この毛は先端が尖った円錐状を呈し、無色・厚壁で隔壁を欠き、ヨウ素溶液で染まらない。 すべての菌糸はかすがい連結を持たない。

## 生態
夏から初秋にかけて、シイ・カシ・コナラなどの林内の地上やコケ類の間、あるいは著しく腐朽した枯れ木などの上に群生または散生する。栄養源その他については、まだほとんど研究されていない。

## 分布
現在までのところ、日本以外からの分布は確認されていない。日本では、滋賀・京都・大阪から報告されているが、シイやカシなどからなる暖帯林が分布する地方であれば、将来の発見の可能性がある。

## 類似種
日本に分布するチチタケ属の中には、類似するものがほとんどなく、同定は比較的容易である。
子実体の外観や大きさからは、むしろイッポンシメジ科のカクミノコナカブリ（Entoloma depluens）やキシメジ科のシロコケシジミガサ（Arrhenia sp.)などを思わせるものがあるが、前者はピンク色の胞子紋を備え、胞子が歪んだ多角形をなすことで異なり、後者は子実体を傷つけても乳液を分泌しないこと・辛味がないこと・ひだがしわ状をなすこと・胞子が無色・平滑であることなどによって容易に区別できる。
同じ節に属する菌には、Lactarius igapoensis Sing. やLactarius panuoides Sing. などがある。これらは地衣体を形成し、また外生菌根を作らず、樹木の細根に対する寄生性を持つといわれている。前者はかさが帯橙淡褐色からクリーム色を呈し、縁シスチジアを欠く点でヒメシロチチタケと区別される。また後者は、子実体全体が灰黄色のち赤褐色を帯び、乳液は変色性を持ち（白色であるが、次第に赤褐色となる）、辛味がない点で異なっている。さらに、ブラジル産のLactarius campinensis Sing. は、ヒメシロチチタケに外観が似ているが、切り株上に発生し、柄の基部に白い綿状の菌糸を欠くもので、乳液の分泌が非常に少なく、ベニタケ属に所属させる見解があるほどである。
チチタケ属の菌としては特異な子実体の形態および生態的な特徴を重視し、ヒメシロチチタケそのものを含めて、ヒメシロチチタケ節（Section Panuoidei）の上記4種をチチタケ属から独立させ、別属Pleurogalaを設ける意見もある。

## 食・毒性
近縁種との類縁関係などから推定して、おそら無毒であろうと考えられてはいるが、子実体があまりに小形かつ肉薄であり、採集される機会も少ないなどの点から、食用としての価値はないとされている。